# الجندي العالمي: يوم الحساب
الجندي العالمي: يوم الحساب (بالإنجليزية: Universal Soldier: Day of Reckoning)‏ هو فيلم حركة أُصدر في الولايات المتحدة سنة 2012. إخراج جون هيامس وبطولة جين كلود فان دام، سكوت آدكنز ودولف لندجرين.

## طاقم التمثيل
- جين كلود فان دام
- سكوت آدكنز
- دولف لندجرين

## الميزانية والإيرادات
بلغت تكلفة إنتاج الفيلم حوالي 11.5 مليون دولار بينما حقق أرباحاً تقدر بـ 1,128,513 دولار.

## وصلات خارجية
- الجندي العالمي: يوم الحساب على موقع IMDb (الإنجليزية)
- الجندي العالمي: يوم الحساب على موقع ميتاكريتيك (الإنجليزية)
- الجندي العالمي: يوم الحساب على موقع روتن توميتوز (الإنجليزية)
- الجندي العالمي: يوم الحساب على موقع نتفليكس (الإنجليزية)
- الجندي العالمي: يوم الحساب على موقع قاعدة بيانات الأفلام العربية
- الجندي العالمي: يوم الحساب على موقع ألو سيني (الفرنسية)
- الجندي العالمي: يوم الحساب على موقع أول موفي (الإنجليزية)
- الجندي العالمي: يوم الحساب على موقع بوكس أوفيس موجو (الإنجليزية)
- الجندي العالمي: يوم الحساب على موقع فيلمافينيتي (الإسبانية)
- الجندي العالمي: يوم الحساب على موقع قاعدة بيانات الأفلام السويدية (السويدية)